# Литературна награда на Ааргау
„Литературната награда на Ааргау“ (на немски: Aargauer Literaturpreis) е учредена през 1978 г. от Кантоналната банка на Ааргау по случай 175-ия юбилей на кантон Ааргау, Швейцария. Присъжда се на всеки две години до 2006 г. на „писател или писателка, имащи отношение към кантон Ааргау“.
Отличието е в размер на 25 000 швейцарски франка.

## Носители на наградата (подбор)
- Ерика Буркарт (1980)
- Херман Бургер (1984)
- Мартин Р. Дин (1988)
- Клаус Мерц (1992)